# 阿克诺奥尔
阿克诺奥尔（Akhnoor），是印度查谟-克什米尔邦Jammu县的一个城镇。总人口10770（2001年）。

## 人口
该地2001年总人口10770人，其中男性5723人，女性5047人；0—6岁人口1198人，其中男685人，女513人；识字率76.40%，其中男性为79.68%，女性为72.68%。